# Horst Kubatschka
Horst Kubatschka (* 10. Juni 1941 in Bielitz; † 19. März 2022) war ein deutscher Politiker der SPD und Mitglied des Deutschen Bundestages. 

## Leben
Nach der Realschule folgte für Horst Kubatschka ein Industriepraktikum und ein Studium der Chemie an der Fachhochschule Nürnberg. Er leistete seinen Wehrdienst ab und beendete diesen als Oberstleutnant der Reserve. Ab 1964 war er bei der Regierung von Niederbayern tätig und wechselte 1978 als Laborleiter an das Wasserwirtschaftsamt Landshut. Er war verheiratet und hatte drei Kinder.
Neben seiner Parteipolitischen Arbeit war er gesamtgesellschaftlich bei Ver.di, dem Bund Naturschutz, beim Deutschen Alpenverein, bei der Arbeiterwohlfahrt, im Diakonischen Werk und im Kinderschutzbund aktiv.

## Politik
Horst Kubatschka wurde 1959 Mitglied der SPD und war in verschiedenen Funktionen bei den Jungsozialisten aktiv. Innerhalb der Partei war er Vorsitzender des Unterbezirks Landshut. Von 1994 bis 1996 war er Vorsitzender des SPD-Bezirksverbandes Niederbayern. 
Auf kommunaler Ebene war er Vorsitzender der Bundeswahlkreiskonferenz Landshut/Kelheim. Von 1972 bis 1996 war er Stadtrat in Landshut.
Ab dem 20. Dezember 1990 war er für vier Wahlperioden Mitglied des Deutschen Bundestages, in den er über die Landesliste der SPD in Bayern gewählt wurde. Unter anderem hatte er im Parlament die Funktion des stellvertretenden Vorsitzenden der Enquete-Kommission Kultur in Deutschland. Zur Wahl des Deutschen Bundestages am 18. September 2005 trat er nicht mehr an.